# Macedonia, Mexiko
Macedonia är en ort i Mexiko.   Den ligger i kommunen Ocosingo och delstaten Chiapas, i den sydöstra delen av landet, 800 km öster om huvudstaden Mexico City. Macedonia ligger 859 meter över havet och antalet invånare är 284.
Terrängen runt Macedonia är varierad. Runt Macedonia är det glesbefolkat, med 16 invånare per kvadratkilometer. Närmaste större samhälle är San Antonio las Delicias, 11,3 km söder om Macedonia. I omgivningarna runt Macedonia växer i huvudsak städsegrön lövskog.